# Jacob Benignus Winslow
Jacob Benignus Winslow (ur. 2 kwietnia 1669 w Odense, zm. 3 kwietnia 1760 w Paryżu) – duński chirurg i anatom. 

## Życiorys
Był profesorem anatomii w Paryskim Jardin de Roi. Uznawany za jednego z twórców anatomii opisowej. Wydał dzieło Exposition anatomique de la structure du corps du corps humain.